# Kaşüstü, Beşiri
Kaşüstü là một xã thuộc huyện Beşiri, tỉnh Batman, Thổ Nhĩ Kỳ. Dân số thời điểm năm 2011 là 59 người.